# Saint-Prest
Saint-Prest är en kommun i departementet Eure-et-Loir i regionen Centre-Val de Loire strax norr om centrala Frankrike. Kommunen ligger i kantonen Chartres-Nord-Est som tillhör arrondissementet Chartres. År 2022 hade Saint-Prest 2 119 invånare.

## Befolkningsutveckling
Antalet invånare i kommunen Saint-Prest
Referens:INSEE